# Руска река
Руската река (на южен помо: Ashokawna) е течаща на юг река, която отводнява 3850 km2 от окръзите Сонома и Мендосино в Северна Калифорния. Със среден годишен отток от приблизително 2 km3 това е втората по големина река (след Сакраменто), протичаща през района на Санфранциския залив, обхващащ девет окръга, с основна дължина 185 km.

## Етимология
Южните помо племена познават реката като Ашокауна, „източно водно място“ или „вода на изток“, и като Пидапте, „голяма река“. Възможно е Хуан Родригес Кабрильо и неговата експедиция да са пътували чак на север по Руската река през ноември 1542 г., преди бурите да ги принудят да се върнат на юг към Монтерей. Най-ранното славянско име на реката, Славянка, се появява на карта на Руско-американската компания от 1817 г. През 1827 г. испанците я наричат Сан Игнасио, а през 1843 г. е споменавана като Рио Гранде.
Реката носи сегашното си име от руснака Иван Кусков от Руско-американската компания, който изследва реката в началото на XIX век и създава колонията Форт Рос на 16 km северозападно от устието ѝ. Руснаците я наричат река Славянка. Те създават три ранчо близо до Форт Рос, едното от които, ранчото Костромитинов, се простира по поречието на Руската река близо до устието на Уилоу Крийк. Секвоите, които обграждат бреговете на реката, в края на XIX век привличат към района дървосекачи.

## Течение
Руската река извира от планината Лафлин около 8 km източно от Уилитс в окръг Мендосино. Обикновено тече на юг към долината Редууд, след това покрай Калпела, където граничи с щатски път 101, за да се съедини с източен приток на Руската река точно под езерото Мендосино.
Оттам Руската река тече на юг, покрай Юкая през долината Юкая и Хопланд през долината Санел и преминава в окръг Сонома точно на север от Кловърдейл. Преминавайки успоредно на щатски път 101, реката се спуска в Александрийската долина, където се влива в Биг Сулфур Крийк. Тече на юг покрай Кловърдейл, Асти и Гейзервил.
Остин Крийк се влива от север, преди реката да премине през Дънканс Милс. Калифорнийски щатски път 1 пресича реката, преди да се влее в Тихия океан. Устието на Руската река е признато за защитено от Политиката за заливите и устията на Калифорния. Устието е на около 100 km северно от моста Голдън Гейт в залива на Сан Франциско.
Долното течение на Руската река е популярна пролетна, лятна и есенна дестинация за навигация и отдих. По това време течението е леко и реката е безопасна за плуване и разходка с лодка. През зимата реката е опасна, когато течението е бързо, а водата мътна.